# Justin S. Morrill
Justin S. Morrill (Strafford, 1810. április 14. – Washington, 1898. december 28. vagy 1898. december 23.) az Amerikai Egyesült Államok szenátora (Vermont, 1867–1898).